# Allemaal onzin
Allemaal onzin is een bundeling van voornamelijk cursiefjes van Simon Carmiggelt, verschenen in 1947 of 1948. De stukken verschenen eerder in Vrij Nederland, waar de auteur een tijd de Kronkelachtige rubriek Nutteloze notities verzorgde, en verder in Het Parool, De Groene Amsterdammer, De kleine krant en Vooruit.

## Omslag, opdracht en voorwoord
Het omslag, van de Amsterdamse illustrator Ies Spreekmeester (1914-2000), toont een figuurtje in een regenbui, die zich tegen het gure weer beschermt met een paraplu waarop de auteursnaam staat en een sjaal met de titel van het boek. De bundeling is opgedragen aan de kinderen van de auteur: 'Voor Marianne en Frank - om mee te spelen.'
In het voorwoord memoreert de auteur wat het succes van zijn vorige bundeling, Honderd dwaasheden uit 1946, hem aan bekendheid heeft opgeleverd. Ook spreekt hij de hoop uit dat zijn lezers zijn humor meer kunnen waarderen dan zijn dochter van zeven, die, erachter gekomen dat Carmiggelt ook over zijn kinderen schreef, honend uitriep: 'Wat bèn je weer vréselijk geestig geweest! Wat hebben we weer verschríkkelijk om je moeten lachen!'

## Inhoud
De bundel telt ruim zestig cursiefjes uit de periode van kort na de Bevrijding: 'De opbouw vordert aardig, maar punaises zijn nog moeilijk te krijgen en je wilt wel eens iets ophangen' ('Punaises'). Sommige verhaaltjes zijn duidelijk fictioneel, zoals het Edgar Allan Poe-achtige als 'griezel-kolderverhaal' aangeduide 'Glaasje draaien' over een geestoproeping waarbij de ik-verteller, die de hele seance door de spot met het gebeuren drijft, verandert in een hond. Andere stukjes hebben het karakter van een verslag of reportage, maar van veel andere verhaaltjes is niet te zeggen waar de fantasie van de auteur een eventuele basis in de werkelijkheid bewerkt, bijstuurt of overneemt.
Het boekje telt negen afdelingen. Zo zijn cursiefjes over Carmiggelts verblijf in het buitenland (Stockholm, Monte Carlo (Monaco) en Parijs) samengebracht onder de noemer 'De wereld wenkt' en zijn er 'Voorbarige memoires'. Dat de auteur ook andere journalistieke functies bij zijn krant bekleedde, blijkt uit de afdeling 'Voor de politierechter' en enkele opmerkingen over het vak van toneelcriticus. De afdeling 'Amalia mint gij de graaf' telt dertig bladzijden, onderverdeeld in vijf genummerde paragrafen, waarin de auteur herinneringen ophaalt aan liefdes die hij vanaf zijn kleutertijd tot zijn eenentwintigjarige heeft beleefd. De verdere onderverdeling van de paragrafen in met asterisken van elkaar gescheiden blokken wekt de indruk dat hier cursiefjes tot een geheel zijn gesmeed.

## Drukgeschiedenis
Hoewel in het boek zelf 1947 als jaar van publicatie staat vermeld, is het boek waarschijnlijk niet meer in dat jaar verschenen. De advertenties dateren uit 1948 en vermelden een verkoopprijs van ƒ 1,30. Ook de drukgeschiedenis in de Digitale Bibliotheek voor de Nederlandse Letteren noemt 1948 als het verschijningsjaar. Het boek liep minder hard dan zijn voorganger: na tien jaar waren er slechts zes herdrukken.
In 1983 stelde Carmiggelt een bloemlezing samen uit al zijn bundels, Mag 't een ietsje meer zijn? Uit Allemaal onzin nam hij drie verhaaltjes op: 'Licht kantoorwerk', 'Vera' (onderdeel III van 'Amalia mint gij de graaf?') en 'Een wandeling'.